# Ansley Cargill
| Posities op de WTA-ranglijst Positie per einde seizoen: \| jaar \| rang enkelspel \| rang dubbelspel \| \| ---- \| -------------- \| --------------- \| \| 1998 \| 656 \| – \| \| 1999 \| 380 \| – \| \| 2000 \| 302 \| 335 \| \| 2001 \| 233 \| 268 \| \| 2002 \| 125 \| 148 \| \| 2003 \| 103 \| 121 \| \| 2004 \| 240 \| 93 \| \| 2005 \| 299 \| 271 \| \| 2006 \| 215 \| 272 \| |                |                 |
| jaar | rang enkelspel | rang dubbelspel |
| 1998 | 656            | –               |
| 1999 | 380            | –               |
| 2000 | 302            | 335             |
| 2001 | 233            | 268             |
| 2002 | 125            | 148             |
| 2003 | 103            | 121             |
| 2004 | 240            | 93              |
| 2005 | 299            | 271             |
| 2006 | 215            | 272             |

Ansley Cargill (Atlanta, 5 januari 1982) is een voormalig tennisspeelster uit de Verenigde Staten van Amerika. Cargill begon met tennis toen zij acht jaar oud was. Haar favoriete ondergrond is hardcourt. Zij speelt linkshandig en heeft een tweehandige backhand. Zij was actief in het internationale tennis van 1997 tot en met 2006.

## Loopbaan

### Enkelspel
Cargill debuteerde in 1997 op het ITF-toernooi van Santa Clara (VS). Zij stond in 1999 voor het eerst in een finale, op het ITF-toernooi van Monterrey (Mexico) – zij verloor van de Hongaarse Kira Nagy. In 2005 veroverde Cargill haar eerste titel, op het ITF-toernooi van Hilton Head (VS), door de Russin Jekaterina Afinogenova te verslaan. In totaal won zij vier ITF-titels, de laatste in 2006 in Vancouver (Canada).
Cargill had haar grandslamdebuut in 2000, toen zij een wildcard voor het US Open kreeg. In 2002 speelde zij voor het eerst op een WTA-hoofdtoernooi, op het toernooi van Waikoloa – zij bereikte er de tweede ronde. Haar beste resultaat op de WTA-toernooien is het bereiken van de kwartfinale, op het toernooi van Sarasota in 2003 – daarbij versloeg zij achtereenvolgens het derde reekshoofd, de Zwitserse Patty Schnyder (WTA-13), en de Thaise Tamarine Tanasugarn (WTA-31).
Haar beste resultaat op de grandslamtoernooien is het bereiken van de tweede ronde, op het Australian Open 2003. Haar hoogste notering op de WTA-ranglijst is de 90e plaats, die zij bereikte in mei 2003.

### Dubbelspel
Cargill behaalde in het dubbelspel betere resultaten dan in het enkelspel. Zij debuteerde in 1998 op het ITF-toernooi van Indian Wells (VS), samen met landgenote Candice Fuchs. Zij stond in 2003 voor het eerst in een finale, op het ITF-toernooi van Oyster Bay (VS), samen met de Ierse Kelly Liggan – zij verloren van het Amerikaanse duo Jennifer Russell en Jessica Lehnhoff. In 2004 veroverde Cargill haar eerste titel, op het ITF-toernooi van Raleigh (VS), samen met de Australische Christina Wheeler, door het duo Marie-Ève Pelletier en Anousjka van Exel te verslaan. In totaal won zij vier ITF-titels, de laatste in 2005 in San Francisco (VS).
Cargill had haar grandslamdebuut in 2001, toen zij een wildcard voor het US Open 2001 kreeg. In 2002 speelde Cargill voor het eerst op een WTA-hoofdtoernooi, op het toernooi van Bali, samen met de Ierse Kelly Liggan – zij bereikten er de halve finale. Zij stond in 2003 voor de enige keer in een WTA-finale, op het toernooi van Japan in Tokio, samen met landgenote Ashley Harkleroad – zij verloren van het koppel Maria Sjarapova en Tamarine Tanasugarn.
Haar beste resultaat op de grandslamtoernooien is het bereiken van de derde ronde, op het US Open 2002, met Ashley Harkleroad aan haar zijde. Haar hoogste notering op de WTA-ranglijst is de 67e plaats, die zij bereikte in september 2004.

## Privé
Cargill behaalde in 2000 haar middelbareschooldiploma aan de Westminster Schools in Atlanta. Vervolgens studeerde zij aan de Duke University in Durham, North Carolina (2000–2005) waar zij tijdens haar laatste studiejaar assistent-coach was. Daarop volgde haar meest actieve periode in het beroepstennis. Na het beëindigen daarvan ging zij werken als financieel analist bij financiële instellingen.

## Palmares
| Legenda                |
| ---------------------- |
| Grandslamtoernooi      |
| Olympische Spelen      |
| Year-End Championships |
| Tier I                 |
| Tier II                |
| Tier III               |
| Tier IV & V            |

### WTA-finaleplaatsen enkelspel
geen

### WTA-finaleplaatsen vrouwendubbelspel
| nr.              | finale     | toernooi          | ondergrond | partner           | tegenstandsters                     | score    |         |
| ---------------- | ---------- | ----------------- | ---------- | ----------------- | ----------------------------------- | -------- | ------- |
| gewonnen finales |            |                   |            |                   |                                     |          |         |
| geen             |            |                   |            |                   |                                     |          |         |
| verloren finales |            |                   |            |                   |                                     |          |         |
| 1.               | 2003-10-05 | WTA Japan (Tokio) | hardcourt  | Ashley Harkleroad | Maria Sjarapova Tamarine Tanasugarn | 6-7, 0-6 | details |

### Gewonnen ITF-toernooien enkelspel
| nr. | finale     | toernooi    | dotatie | ondergrond | tegenstandster in finale | score         |
| --- | ---------- | ----------- | ------- | ---------- | ------------------------ | ------------- |
| 1.  | 2005-06-05 | Hilton Head | $10.000 | hardcourt  | Jekaterina Afinogenova   | 4-6, 6-3, 7-6 |
| 2.  | 2005-08-07 | Vancouver   | $25.000 | hardcourt  | Mélanie Gloria           | 6-4, 6-2      |
| 3.  | 2006-07-23 | Hammond     | $50.000 | hardcourt  | Tetjana Perebyjnis       | 6-4, 6-4      |
| 4.  | 2006-08-06 | Vancouver   | $25.000 | hardcourt  | Valérie Tétreault        | 7-5, 6-4      |

### Gewonnen ITF-toernooien dubbelspel
| nr. | finale     | toernooi      | dotatie | ondergrond | partner           | tegenstandsters in finale             | score    |
| --- | ---------- | ------------- | ------- | ---------- | ----------------- | ------------------------------------- | -------- |
| 1.  | 2004-05-09 | Raleigh       | $50.000 | gravel     | Christina Wheeler | Marie-Ève Pelletier Anousjka van Exel | 6-4, 6-4 |
| 2.  | 2005-06-12 | Allentown     | $25.000 | hardcourt  | Julie Ditty       | Cory-Ann Avants Kristen Schlukebir    | 6-2, 6-3 |
| 3.  | 2005-06-19 | Fort Worth    | $10.000 | hardcourt  | Tara Snyder       | Sabrina Capannolo Jessica Leitch      | 6-3, 7-6 |
| 4.  | 2005-10-16 | San Francisco | $50.000 | hardcourt  | Tara Snyder       | Angela Haynes Francesca Lubiani       | 7-6, 7-5 |

## Resultaten grandslamtoernooien
| Legenda | Legenda                          |
| ------- | -------------------------------- |
| g.t.    | geen toernooi gehouden           |
| l.c.    | lagere categorie                 |
| –       | niet deelgenomen                 |
| G       | uitgeschakeld in de groepsfase   |
| 1R      | uitgeschakeld in de eerste ronde |
| 2R      | uitgeschakeld in de tweede ronde |
| 3R      | uitgeschakeld in de derde ronde  |
| 4R      | uitgeschakeld in de vierde ronde |
| KF      | uitgeschakeld in de kwartfinale  |
| HF      | uitgeschakeld in de halve finale |
| F       | de finale verloren               |
| W       | het toernooi gewonnen            |
| w-v     | winst/verlies-balans             |

### Enkelspel
| toernooi        | 2000 | 2001 | 2002 | 2003 | 2004 |
| --------------- | ---- | ---- | ---- | ---- | ---- |
| Australian Open | –    | –    | 1R   | 2R   | 1R   |
| Roland Garros   | –    | –    | –    | 1R   | –    |
| Wimbledon       | –    | –    | –    | 1R   | –    |
| US Open         | 1R   | 1R   | 1R   | 1R   | –    |

### Vrouwendubbelspel
| toernooi        | 2001 | 2002 | 2003 | 2004 |
| --------------- | ---- | ---- | ---- | ---- |
| Australian Open | –    | –    | –    | 1R   |
| Roland Garros   | –    | –    | –    | 2R   |
| Wimbledon       | –    | –    | –    | 2R   |
| US Open         | 1R   | 3R   | 2R   | 2R   |

### Gemengd dubbelspel
| toernooi        | 2003 |
| --------------- | ---- |
| Australian Open | –    |
| Roland Garros   | –    |
| Wimbledon       | –    |
| US Open         | 1R   |